# Kusán uralkodók listája
Az alábbi lista a Kusán Birodalom uralkodókat tartalmazza.
| Portré | Uralkodó             | Uralkodott      | Baktriai név     | Megjegyzés    |
| ------ | -------------------- | --------------- | ---------------- | ------------- |
|        | Heraiosz             | 1 k. – 30 k.    | ?                |               |
|        | Kudzsula Kadphiszész | 30 k. – 80 k.   | Kozoulo Kadfiszo |               |
|        | Vima Takto           | 80 k. – 95 k.   | Ooémo Taktoo     |               |
|        | Vima Kadphiszész     | 95 k. – 127 k.  | Ooémo Kadfiszo   |               |
|        | I. Kaniska           | 127 k. – 134 k. | Kanésko          |               |
|        | Vāsziska             | 134 k. – 142 k. | Vasiska          |               |
|        | Huviska              | 142 k. – 178 k. | Oésko            |               |
|        | I. Vaszudeva         | 178 k. – 208 k. | Bazodéo          |               |
|        | II. Kaniska          | 225 k. – 232 k. | Kanésko          |               |
|        | Vasiska              | 232 k. – 246 k. | ?                |               |
|        | III. Kaniska         | 246 k. – 275 k. | Kanésko          |               |
|        | II. Vaszudeva        | 275 k. – 310 k. | Bazodéo          |               |
|        | III. Vaszudeva       | 300 k.          | Bazodéo          | Részuralkodó. |
|        | IV. Vaszudeva        | 300 k.          | Bazodéo          | Részuralkodó. |
|        | (V.) Vaszudeva       | 300 k.          | Bazodéo          | Részuralkodó. |
|        | Csu                  | 310 k. – 325 k. | ?                |               |
|        | Saka                 | 325 k. – 345 k. | Saka             |               |
|        | Kipunada             | 345 k. – 375 k. | Kipunada         |               |